# Luci Cesti Pius
Luci Cesti Pius (en llatí Lucius Cestius Pius) va ser un retòric grec nadiu d'Esmirna, que va ensenyar teòrica a l'antiga Roma al final del segle i. En els seus discursos contestava als de Ciceró. La seva obra no es conserva.